# 陵墓參考地
陵墓參考地（日语：／ Ryōbo Sankōchi */?），乃是按照史書紀錄、地方世代口傳、墳丘之型態規模、出土物品等，由日本宮內廳認定墓主為天皇、皇族的陵墓。不過由於欠缺埋葬者的直接證據資料，僅標註為「參考地」而已。

## 指定陵墓

### 近畿地方

#### 京都府
- 天王塚陵墓參考地
- 御室陵墓參考地
- 東山本町陵墓參考地
- 圓山陵墓參考地
- 入道塚陵墓參考地
- 沓塚陵墓參考地
- 淨菩提院塚陵墓參考地
- 後宮塚陵墓參考地
- 中宮塚陵墓參考地
- 大龜谷陵墓參考地

#### 大阪府
- 藤井寺陵墓參考地
- 大塚陵墓參考地
- 東百舌鳥陵墓參考地
- 百舌鳥陵墓參考地
- 皇母坂陵墓參考地
- 檜尾塚陵墓參考地

#### 奈良縣
- 黄金塚陵墓參考地
- 宇和奈邊陵墓參考地
- 小奈邊陵墓參考地
- 郡山陵墓參考地
- 畝傍陵墓參考地
- 磐園陵墓參考地
- 陵西陵墓參考地
- 富鄉陵墓參考地
- 三吉陵墓參考地
- 大塚陵墓參考地
- 川上陵墓參考地

#### 三重縣
- 宇治山田陵墓參考地

#### 滋賀縣
- 安曇陵墓參考地
- 下坂本陵墓參考地

#### 兵庫縣
- 玉津陵墓參考地
- 市陵墓參考地
- 雲部陵墓參考地

### 中國地方

#### 鳥取縣
- 宇倍野陵墓參考地

#### 島根縣
- 岩坂陵墓參考地

#### 山口縣
- 西市陵墓參考地

### 中部地方

#### 新潟縣
- 西三川陵墓參考地

### 四國地方

#### 高知縣
- 越智陵墓參考地

#### 愛媛縣
- 妻鳥陵墓參考地
- 大井陵墓參考地

### 九州地方

#### 福岡縣
- 勾金陵墓參考地

#### 長崎縣
- 佐須陵墓參考地

#### 熊本縣
- 花園陵墓參考地

#### 宮崎縣
- 北川陵墓參考地
- 男狹穗塚陵墓參考地
- 女狹穗塚陵墓參考地
- 鵜戸陵墓參考地

## 有爭議的陵墓
下述地點雖經宮內廳認定，但曾有歷史學者提出不同的看法，故出現爭議：
- 中尾山古墳（奈良縣明日香村）：文武天皇陵
- 牽牛子塚古墳（奈良縣明日香村）：齊明天皇陵
- 植山古墳（奈良縣橿原市）：推古天皇陵
- 見瀨丸山古墳（奈良縣橿原市）：欽明天皇陵
- 今城塚古墳（大阪府高槻市）：繼體天皇陵

## 外部連結
- （日語）宮内庁-歴代天皇陵一覧 （页面存档备份，存于）
- （日語）陵墓参考地一覧 （页面存档备份，存于）